# Волков Олексій Олексійович
Олексі́й Олексі́йович Во́лков (рос. Алексе́й Алексе́евич Во́лков, нар. 26 грудня 1889 (7 січня 1890), село Дмитрієво Касимовського повіту Рязанської губернії, тепер Касимовського району Рязанської області, Російська Федерація — 4 березня 1942, Москва, РРФСР, СРСР) — російський радянський державний і партійний діяч, в.о. 1-го секретаря ЦК КП(б) Білорусі. Член Бюро ЦК КП(б) Білорусі в 1938 р. Член Центральної Контрольної Комісії КП(б)У в 1927—1930 р. Член Центральної Ревізійної Комісії ВКП(б) в 1939—1941 р. Депутат Верховної Ради СРСР 1-го скликання.

## Біографія
Народився в родині робітника-вантажника. У 1899 році закінчив два класи сільської школи в селі Дмитрієво Касимовського повіту. У квітні 1899 — листопаді 1901 р. — пастух в селі Дмитрієво.
У грудні 1901 — липні 1903 р. — учень лимарних майстерень купця Мощатіна у місті Владимирі. У серпні 1903 — жовтні 1905 р. — візник і слуга трактиру купця Маркова на станції Ундол Московсько-Курської залізниці у Владимирській губернії. У листопаді 1905 — червні 1907 р. — слуга в чайній купця Медведєва на станції Ставрово Московсько-Курської залізниці у Владимирській губернії. У липні 1907 — січні 1909 р. — ковбасник в ковбасній Андріанова на станції Ставрово Владимирської губернії.
У лютому 1909 — квітні 1911 р. — слуга, візник у купця Мазенкова у місті Санкт-Петербурзі. У травні 1911 — вересні 1912 р. — офіціант у кафе Сидорова у Санкт-Петербурзі. У жовтні 1912 — лютому 1913 р. — на поденних роботах у Санкт-Петербурзі. У березні 1913 — вересні 1915 р. — чорнороб, такелажник, суднобудівник Путиловської суднобудівної верфі у Санкт-Петербурзі (Петрограді).
Член РСДРП(б) з 1915 року.
У жовтні 1915 — січні 1916 р. — такелажник плавучої майстерні «Тосно», на підпільній більшовицькій роботі у місті Гельсінгфорсі (Фінляндія). У лютому 1916 — грудні 1917 р. — такелажник, член заводського комітету, голова контрольної комісії Путиловської суднобудівної верфі у Петрограді. Був організатором Червоної гвардії та сотником 6-ї сотні Путиловської суднобудівної верфі.
У січні 1918 — лютому 1919 р. — член Петроградської ради, завідувач економічного і медико-санітарного відділів Петроградської ради. У березні 1919 — вересні 1920 р. — комісар санітарної частини і евакуаційного пункту 19-ї дивізії 7-ї армії РСЧА. Працював відповідальним організатором районного комітету РКП(б) у Петрограді.
У жовтні 1920 — липні 1922 р. — голова Ташкентської міської ради, заступник голови Комітету допомоги голодним Туркестану, начальник Головного управління комунального господарства Народного комісаріату внутрішніх справ Туркестанської АРСР, народний комісар і заступник народного комісара соціального забезпечення Туркестанської АРСР.
У серпні 1922 — травні 1923 р. — відповідальний секретар Полторацького повітового комітету КП(б) Туркестану. У червні 1923 — лютому 1924 р. — відповідальний секретар Красноводського повітового комітету КП(б) Туркестану. У березні — жовтні 1924 р. — відповідальний секретар Мервського повітового комітету КП(б) Туркестану.
У листопаді 1924 — вересні 1925 р. — заступник голови Центральної контрольної комісії КП(б) Туркменії — заступник народного комісара робітничо-селянської інспекції Туркменської РСР.
У жовтні 1925 — липні 1927 р. — слухач курсів марксизму при Комуністичній академії у Москві.
У серпні 1927 — вересні 1929 р. — голова Луганської окружної контрольної комісії КП(б)У — робітничо-селянської інспекції.
У вересні 1929 — квітні 1931 р. — голова комісії з розкуркулюванню при крайвиконкомі у місті Пугачовську Нижньо-Волзького краю. У квітні 1931 — червні 1932 р. — завідувач Нижньо-Волзького крайового відділу праці у місті Саратові.
У липні 1932 — лютому 1933 р. — інструктор Московського міського комітету ВКП(б). У березні 1933 — травні 1937 р. — 1-й секретар Кіровського районного комітету ВКП(б) міста Москви.
У травні — серпні 1937 р. — 2-й секретар Московського міського комітету ВКП(б).
11 серпня 1937 — 10 червня 1938 р. — виконував обов'язки 1-го секретаря ЦК КП(б) Білорусі. У червні — липні 1938 р. — у розпорядженні ЦК ВКП(б).
31 липня — 20 жовтня 1938 р. — голова Ради народних комісарів Чувашської АРСР.
У вересні 1938 — 4 березня 1940 р. — виконувач обов'язків 1-го секретаря, 1-й секретар Чувашського обласного комітету ВКП(б) та, одночасно, 1-й секретар Чебоксарського міського комітету ВКП(б). Звільнений з посади у зв'язку із хворобою.
У травні 1940 — січні 1941 р. — 1-й заступник голови президії Всесоюзної ради лісопромислової кооперації. У лютому — серпні 1941 р. — директор Московської фабрики імені Сакко і Ванцетті тресту шкільно-писемних знарядь Народного комісаріату місцевої промисловості РРФСР.